# Christian Thielemann
Christian Thielemann (Berlin, 1959. április 1. –) német karmester.

## Életpályája
2012-től 2024-ig a Drezdai Szász Állami Zenekar (Sächsische Staatskapelle Dresden) vezető karmestere volt.
2013 és 2022 között a salzburgi húsvéti fesztivál művészeti vezetője is volt.
2015 és 2020 között a Bayreuthi Ünnepi Játékok zenei igazgatója volt.
Thielemann vezényelte a Bécsi Filharmonikusok újévi koncertjét 2019-ben.. 2024-ben ismét ő vezényel.

## Filmek
- Christian Thielemann. Dokumentumfilm, 43:56 perv., Németország, 2012, könyv és rendező: Mathias Siebert, Produktion: Bremedia Produktion, Radio Bremen, MDR, sorozat: Deutschland, deine Künstler, évád 5 – epizód 4, Erstsendung: 15. August 2012
- Christian Thielemann. Romantischer Querkopf, Dokumentummfilm von Felix Schmidt, 52 perc., Németország, 2007. Produktion: FTS Media und Unitel in Koproduktion mit Classica.
- Durch die Nacht mit … Christoph Schlingensief(wd) és Christian Thielemann. Dokumentumfilm, 74 perc., Németország, 2002, rendező: Edda Baumann-von Broen]und Daniel Finkernagel, Produktion: avanti media, ZDF, arte, a sorozat élső epizódja, Erstsendung: 10. Mai 2002, Film-Informationen von avanti media.

## Fordítás
- Ez a szócikk részben vagy egészben  a   Christian Thielemann című német Wikipédia-szócikk fordításán alapul.  Az eredeti cikk szerkesztőit annak laptörténete sorolja fel. Ez a jelzés csupán a megfogalmazás eredetét és a szerzői jogokat jelzi, nem szolgál a cikkben szereplő információk forrásmegjelöléseként.